# Sulfat de sodiu
Sulfatul de sodiu este o sare a sodiului cu acidul sulfuric cu formula chimică Na2SO4.

## Solubilitate

Solubilitatea sulfatului de sodiu la diferite temperaturi